# Gisilia stereodoxa
Gisilia stereodoxa ist ein Schmetterling aus der Familie der Chrysopeleiidae.

## Merkmale
Die Falter erreichen eine Flügelspannweite von 7 bis 9 Millimeter. Der Kopf glänzt dunkelbraun und hat eine gräulich bronzefarbene Stirn (Frons). Die Fühler sind dunkelbraun, das letzte Drittel ist gelblich weiß. Thorax und Tegulae sind dunkelbraun und haben einen leicht violetten Glanz. Der hintere Teil des Thorax ist weiß. Die Vorderflügel sind dunkelbraun und haben einen leichten violetten Glanz. Zur Zeichnung der Vorderflügel gehören zwei weiße Binden. Die erste ist am breitesten und befindet sich in Basisnähe. Sie verjüngt sich in Richtung Costalader und ist vor allem an der Innenseite graubraun umrandet. Die zweite Binde befindet sich vor der Flügelmitte. Sie verjüngt sich an beiden Enden und reicht nicht bis zum Flügelinnenrand. Bei 3/4 der Vorderflügellänge befindet sich ein kleiner weißer Costalfleck, ein kleinerer Fleck liegt gegenüber am Flügelinnenrand. Die Fransenschuppen sind am Apex dunkelbraun und in Richtung Flügelinnenrand graubraun. Die Hinterflügel sind bei den Männchen graubraun und bei den Weibchen hellgrau. Das Abdomen ist bei den Männchen bräunlich grau und hat ein weißliches Afterbüschel. Bei den Weibchen ist das Abdomen dorsal grau- und gelblich weiß, das siebente Segment ist ventral grau. Bei einigen Exemplaren kann die innere Binde vollständig graubraun verdunkelt sein. Die zweite Binde und die Subapikalflecke sind gelegentlich reduziert.
Bei den Männchen ist das Tegumen dreieckig. Die Valven sind stark asymmetrisch und zweilappig. Die rechte Valve ist ziemlich kompakt, der dorsale Lobus ist breit spatelförmig und hat in der Mitte des Vorderrandes einen Höcker. Der ventrale Lobus ist nur halb so lang wie der dorsale. Beide Loben haben einen distal gelegenen Fleck mit kurzen, groben Borsten. Die linke Valve ist länger und schlank. Der dorsale Lobus ist lang und schmal. Er weitet sich distal und ist mit Reihen kurzer Nadeln versehen, die von der Basis bis zum Apex verlaufen. Der ventrale Lobus ist nur halb so lang wie der dorsale. Er ist schlank, leicht gekrümmt und distal mit einem Fleck grober Borsten versehen. Der Aedeagus ist im letzten Drittel stark gekrümmt. Er läuft spitz zu und ist mit einigen sklerotisierten Bändern versehen.
Bei den Weibchen ist die Genitalplatte stark sklerotisiert und gebogen. Der Ductus bursae ist ziemlich breit und mit einem schmalen zickzack-förmigen inneren Band versehen. Das Corpus bursae ist länglich und hat ein rechteckiges, stark gezähntes Signum.

## Verbreitung
Gisilia stereodoxa ist in Südeuropa (Mittelmeerküste), auf Sardinien, Malta, in Ägypten, im Iran und in Indien verbreitet. Die Art wurde auch in Kenia und Namibia nachgewiesen.

## Biologie
Die Raupen fressen an den Blütenständen der Duftenden Akazie (Acacia nilotica), Schirmakazie (Acacia tortilis) und vermutlich auch an denen der Schrecklichen Akazie (Acacia karroo), sowie Acacia cyclops. Falter wurden von Januar bis Februar, von April bis Mai und von August bis Oktober gesammelt.

## Systematik
Es sind folgende Synonyme bekannt:
- Ascalenia stereodoxa Meyrick, 1925
- Ascalenia evitans Meyrick, 1925
- Stagmatophora alfieriella Rebel, 1926

## Belege
1. 1 2 3 4 5 6  J. C. Koster, S. Yu. Sinev: Momphidae, Batrachedridae, Stathmopodidae, Agonoxenidae, Cosmopterigidae, Chrysopeleiidae. In: P. Huemer, O. Karsholt, L. Lyneborg (Hrsg.): Microlepidoptera of Europe. 1. Auflage. Band 5. Apollo Books, Stenstrup 2003, ISBN 87-88757-66-8, S. 189 (englisch).
2. 1 2  Sjaak J. C. Koster, Paul Sammut (2006): Faunistic notes on Momphidae, Batrachedridae, Stathmopodidae and Cosmopterigidae from the Maltese Islands. Nota lepidopterologica 29(1/2): Seite 49–63
3. 1 2  S. Yu. Sinev (2007): Chrysopeleiidae (Lepidoptera, Gelechioidea) new and little-known species of the genus Gisilia Kasy from Namibia. Esperiana Memoir 4: Seite 65–74.
4. ↑  Gisilia stereodoxa bei Fauna Europaea. Abgerufen am 7. Mai 2012